# كريس ثورب
كريس ثورب (بالإنجليزية: Chris Thorpe)‏ هو متسابق على الجليد بمزلاجة أمريكي، ولد في 29 أكتوبر 1970 في وكغن في الولايات المتحدة.

## وصلات خارجية
- كريس ثورب على موقع FIL (الإنجليزية)
- كريس ثورب على موقع اللجنة الأولمبية الدولية (الإنجليزية)
- كريس ثورب على موقع أوليمبيديا (الإنجليزية)